# Thamirys Nunes
Thamirys Nunes é uma ativista transgênero brasileira. É conhecida por sua história como mãe de uma criança transgênero, contada em seu livro Minha Criança Trans e que deu origem a uma organização não-governamental (ONG) de mesmo nome.

## Biografia
Thamirys Nunes é formada em Comunicação Social e foi criada num contexto conservador. Segundo ela, sua filha começou a apresentar sinais de que não se identificava com o gênero atribuído no nascimento aos dois anos. Inicialmente, os pais tentaram impor masculinidade a ela, sem sucesso. A partir dos três anos, sua filha começou a verbalizar que gostaria de ter nascido menina, tendo comentado "que pena que Deus não me fez menina" e chegando a perguntar se poderia morrer para renascer menina. Sua filha começou a se apresentar de forma feminina publicamente aos quatro anos, em 2019. Eventualmente, um laudo atestou a incongruência de gênero de sua filha. Thamirys relata que ela e sua filha passaram a sofrer com inúmeros preconceitos, incluindo sua filha tendo a matrícula negada em diversas escolas devido à transfobia. Após um incidente onde Thamirys não pôde embarcar num ônibus com sua filha devido à transfobia, ela largou o emprego como cerimonialista de casamentos para se tornar uma ativista transgênero.
Thamirys publicou um livro sobre sua história como mãe de uma criança trans, Minha Criança Trans, em junho de 2020. Nele, conta como foi a trajetória para entender a identidade de gênero da sua filha, para oferecer apoio às mães que enfrentam desafios semelhantes. Também é autora do livro infantil A Menina no Espelho, lançado em 2023, pensado para falar sobre transgeneridade com crianças. Fundou uma organização não-governamental (ONG) com o mesmo nome do livro, Minha Criança Trans em 2022. Inicialmente ela trabalhou em uma ONG LGBT, mas decidiu criar uma específica para crianças transgênero. Segundo Thamirys, um dos motivos para criar sua própria ONG foi devido à dificuldade em encontrar redes de apoio para crianças trans da idade de sua filha. Em 2024, ela se dedicava 12 horas por dia ao trabalho com a instituição de forma completamente voluntária.
Thamirys é dona de um perfil no Instagram com o nome "Minha Criança Trans", que contém mais de 160 mil seguidores. A visibilidade da página fez com que ela sofresse inúmeras ameaças. Devido a essas ameaças, ela precisou se mudar e também chegou a procurar o Programa de Proteção aos Defensores de Direitos Humanos, Comunicadores e Ambientalistas, vinculado ao Ministério dos Direitos Humanos e da Cidadania.